# European Journal of Medicinal Chemistry
European Journal of Medicinal Chemistry (abrégé en Eur. J. Med. Chem.) est une revue scientifique à comité de lecture, publiée sous les auspices de la Société de chimie thérapeutique. Ce journal mensuel publie des revues et des articles de recherches originales dans le domaine de la chimie médicinale.
D'après le Journal Citation Reports, le facteur d'impact de ce journal était de 3,447 en 2014. Le directeur de publication est H. Galons, de l'université Paris Descartes.

## Histoire
Le journal est paru sous plusieurs noms au cours de son histoire :
- Chimica Therapeutica, 1965-1973  (ISSN 0009-4374) ;
- European Journal of Medicinal Chemistry : Chimica Therapeutica, 1974-1981  (ISSN 0223-5234) ;
- European Journal of Medicinal Chemistry : Chimie thérapeutique, 1982-1986  (ISSN 0223-5234) ;
- European Journal of Medicinal Chemistry, 1987-en cours  (ISSN 0009-4374).